# 北科爾賓 (肯塔基州)
北科爾賓（英語：North Corbin）是位於美國肯塔基州諾克斯縣和勞雷爾縣的一個人口普查指定地區。

## 人口
根據2020年美國人口普查的數據，北科爾賓的面積為4.66平方千米，當中陸地面積為4.61平方千米，而水域面積為0.05平方千米。當地共有人口1727人，而人口密度為每平方千米370.6人。